# Neil Tovey
Neil Robert Tovey, född 2 juli 1962 i Pretoria, är en före detta sydafrikansk fotbollsspelare och tränare. Som lagkapten för Sydafrika blev han den första vita spelaren som vann Afrikanska mästerskapet 1996. Totalt så gjorde han 52 landskamper.
Tovey spelade även för Kaizer Chiefs under hela 90-talet och satte flera klubbrekord, bland annat är han den som spelat näst flest landskamper som Kaizer-spelare och så har han gjort flest starter under en säsong (52 stycken).